# Richard Ewell
Richard Stoddert Ewell (ur. 8 lutego 1817, zm. 25 stycznia 1872) − zawodowy oficer US Army i generał CS Army w czasie wojny secesyjnej. Zdobył sławę podczas tej wojny, walcząc jako podwładny Stonewalla Jacksona i Roberta E. Lee, ale kontrowersje wzbudziły jego działania w bitwach pod Gettysburgiem i Spotsylvanią.

## Młodość
Ewell urodził się w Georgetown (obecnie dzielnica Waszyngtonu), a wychowywał w posiadłości ziemskiej w pobliżu Manassas w stanie Wirginia. Był trzecim synem dr Thomasa Ewella i Elizabeth Stoddert Ewell, a wnukiem Benjamina Stodderta, pierwszego sekretarza marynarki Stanów Zjednoczonych. w roku 1840 ukończył United States Military Academy z trzynastą lokatą na 42 kadetów. Przyjaciele i podwładni nazywali go „Old Bald Head” lub „Baldy”. W stopniu podporucznika otrzymał przydział do 1 Regimentu Dragonów, a w roku 1845 otrzymał awans na  porucznika. W latach 1843–1845 uczestniczył w służbie eskortowej na szlakach Santa Fe i oregońskim. W czasie wojny z Meksykiem, służył pod rozkazami Winfielda Scotta, który awansował go do stopnia kapitana za męstwo, jakim się wykazał pod Contreras Churubusco. Pod Contreras prowadził nocny zwiad, w czym towarzyszył mu kapitan Robert E. Lee, jego późniejszy dowódca.
Ewell służył przez jakiś czas na Terytorium Nowego Meksyku, badając ziemie nabyte w ramach transakcji Gadsdena. W roku 1859 został ranny w potyczce z Apaczami pod wodzą Koczisa. W 1860 roku, gdy pełnił obowiązki komendanta Fortu Buchanan w Arizonie, zachorował i musiał udać się do Wirginii na leczenie. Choroba i rany miały dać się odczuć w czasie nadchodzącej wojny domowej.

## Wojna secesyjna
Przed wybuchem wojny Ewell był zwolennikiem Unii, ale gdy jego rodzinna Wirginia ogłosiła secesję, porzucił 7 maja 1861 roku służbę w US Army, by wstąpić do powstałej właśnie Armii Wirginii. 9 maja otrzymał stopień pułkownika kawalerii, a 31 maja − jako jeden z pierwszych oficerów starszych − został ranny w potyczce pod Fairfax. 17 czerwca został awansowany do stopnia brigadier general i dowodził brygadą w konfederackiej Armii Potomaku podczas I bitwy nad Bull Run, ale nie zapisał się w jej trakcie niczym szczególnym.
Kilka godzin po bitwie Ewell oświadczył prezydentowi Jeffersonowi Davisowi, że jeśli Konfederacja chce wygrać wojnę, musi wyzwolić niewolników i zaciągnąć ich do armii; zgłosił również chęć dowodzenia czarnoskórymi żołnierzami. Davis uznał, że to „niemożliwe” i Ewell nigdy już tego tematu nie poruszył. Niemniej − jak kilku innych generałów Południa − był przekonany, że wojna domowa wymaga zaangażowania wszystkich sił żywych, niezależnie od pochodzenia czy rasy żołnierzy.
Pod koniec lipca Ewell wpadł we wściekłość, gdy dowiedział się, że jego przełożony, generał Pierre G.T. Beauregard − oskarżył go o niewykonanie rozkazów pod Bull Run, podczas gdy w rzeczywistości rozkazy takie nigdy do niego nie dotarły.
Jeśli Ewell mógł czymkolwiek imponować swym ludziom, to z pewnością nie wyglądem. Historyk Larry Tagg opisał go tak:

Był raczej niski (niecałe 173 cm), miał tylko resztki ciemnych włosów na generalnie łysej, jajowatej czaszce. Jasne, wypukłe oczy tkwiły nad wydatnym nosem, co upodabniało go do ptaka: orła, jak chcieli jedni, lub bekasa − szczególnie gdy, jak lubił, przechylał głowę ku jednemu z ramion − jak mawiali inni. Miał ponadto nieprzyjemny zwyczaj mruczeć pod nosem w trakcie rozmów. Był tak nerwowy i niespokojny, że nie mógł spać w normalnej pozycji i spędzał noce kręcąc się na obozowym taborecie. Wmówił w siebie, że cierpi na jakąś dziwną chorobę wewnętrzną, którą leczył słodzoną cukrem kaszą zbożową gotowaną na mleku. Jeden z przyjaciół nazywał go „zlepkiem przeciwieństw”. Był największym dziwakiem wśród dowódców Armii Północnej Wirginii, ale jego ludzie, którzy najlepiej znali jego odwagę i ducha, kochali go bez względu na to.

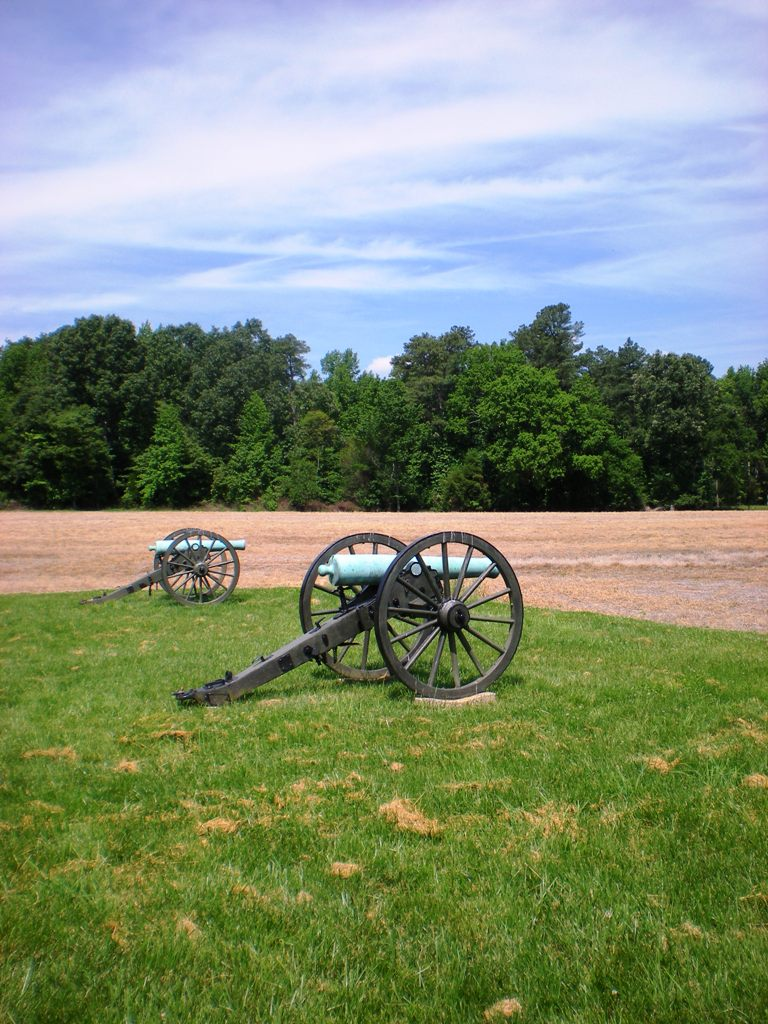
Malvern Hill, gdzie walczył Ewell

24 stycznia 1862 roku Ewell otrzymał stopień generała majora i przeszedł pod rozkazy Thomasa „Stonewall” Jacksona w jego kampanii w dolinie Shenandoah.
Ewell znakomicie dowodził dywizją w małej armii Jacksona, wygrywając kilka starć z większymi formacjami Frémonta, Banksa i Shieldsa. Następnie armia Jacksona została wezwana do Richmondu by wesprzeć Roberta E. Lee w obronie miasta przed Armią Potomaku generała George’a McClellana prowadzącą kampanię półwyspową. Ewell wyróżnił się w bitwach pod Gaines’ Mill i Malvern Hill. Chociaż Lee pokonał Armię Unii w szeregu bitew znanych jako bitwy siedmiodniowe, nadal istniało zagrożenie z północy, gdzie operowała unijna Armia Wirginii Johna Pope’a, więc korpus Jacksona został wysłany celem zneutralizowania jej. Ewell ponownie pokonał Banksa 9 sierpnia w bitwie pod Cedar Mountain i walczył dobrze w II bitwie nad Bull Run, ale został ranny 29 sierpnia pod Groveton, skutkiem czego amputowano mu nogę poniżej kolana.
Po długotrwałym leczeniu Ewell wrócił do Armii Północnej Wirginii po bitwie pod Chancellorsville. W związku z tym, że Jackson został śmiertelnie ranny w tej bitwie, 23 maja Ewell otrzymał awans na stopie lieutenant general i dowodzenie II Korpusem.
Na samym początku kampanii gettysburskiej Ewell uderzył na Winchester, biorąc do niewoli 4-tysięczny garnizon miasta i zagarniając 23 działa. Jego korpus szedł w pierwszym rzucie inwazji na Pensylwanię i był bliski zajęcia stolicy stanu, Harrisburga, ale został wezwany przez Lee do zmiany zadań na rzecz koncentracji wszystkich sił w marszu na Gettysburg.
Jednak podczas bitwy pod Gettysburgiem reputacja Ewella jako dowódcy bardzo ucierpiała. 1 lipca 1863 roku korpus Ewella przybył pod Gettysburg z północy i uderzył na XI i część I Korpusu Armii Potomaku, zmuszając je do wycofania się przez miasto i zajęcia pozycji obronnych na Wzgórzu Cmentarnym na południe od Gettysburga. Lee, który właśnie przybył i zorientował się w sytuacji, zrozumiał jak ważna jest to pozycja. Posłał więc Ewellowi polecenie zajęcia Wzgórza Cmentarnego „o ile to możliwe”. Historyk James M. McPherson napisał: „Gdyby Jackson żył, z pewnością uznałby, że to możliwe. Ale Ewell nie był Jacksonem”. Ewell uznał, że atakować nie należy.
Ewell miał kilka powodów by nie atakować. Przede wszystkim rozkaz Lee był mało precyzyjny. Miał „zająć wzgórze okupowane przez nieprzyjaciela gdyby uznał to za możliwe, ale bez rozpoczynania głównego starcia przed przybyciem innych dywizji armii”. Lee ponadto odmówił Ewellowi wsparcia korpusu A.P. Hilla. Ludzie Ewella byli wycieńczeni długim marszem i zaciętą walką w gorące lipcowe popołudnie, trudno więc byłoby utworzyć z nich formację uderzeniową, która zaatakowałaby wzgórze przez wąskie uliczki Gettysburga. Wprawdzie przybyła właśnie nowa, niezużyta dywizja Edwarda „Allegheny” Johnsona, ale Ewell otrzymał informację wywiadu, że od wschodu nadciągnęły znaczne posiłki Armii Unii, które mogłyby zagrozić jego lewemu skrzydłu. Bojowy z natury podwładny Ewella, Jubal Early, nie zgadzał się z tą decyzją.
Miał przypuszczalnie rację. Korpus Ewella przystąpił do ataku na tę pozycję 2 lipca, więc żołnierze Unii mieli dosyć czasu, by obsadzić wzgórza (Cmentarne i Culpa) i zbudować umocnienia nie do zdobycia, co stało się przyczyną ogromnych strat konfederatów. Powojenni działacze ruchu o nazwie lost cause, głównie Jubal Early, ale także Isaac Trimble, który należał w czasie bitwy do sztabu Ewella, krytykowali go ostro, chcąc w ten sposób zdjąć odpowiedzialność za przegraną z generała Lee. Twierdzili, że pierwszego dnia żołnierze Unii byli załamani i zdemoralizowani klęską, więc natychmiastowy atak na Wzgórze Cmentarne mógł przynieść Armii Północnej Wirginii zwycięstwo.  Tymczasem ludzie Ewella również byli zdezorganizowani, więc wnioski byłych konfederackich generałów były łatwiejsze niż decyzje podejmowane w ogniu walki.
Ewell we wzorowym porządku poprowadził marsz odwrotowy do Wirginii, ale w listopadzie i ponownie w styczniu 1864 roku został ranny.

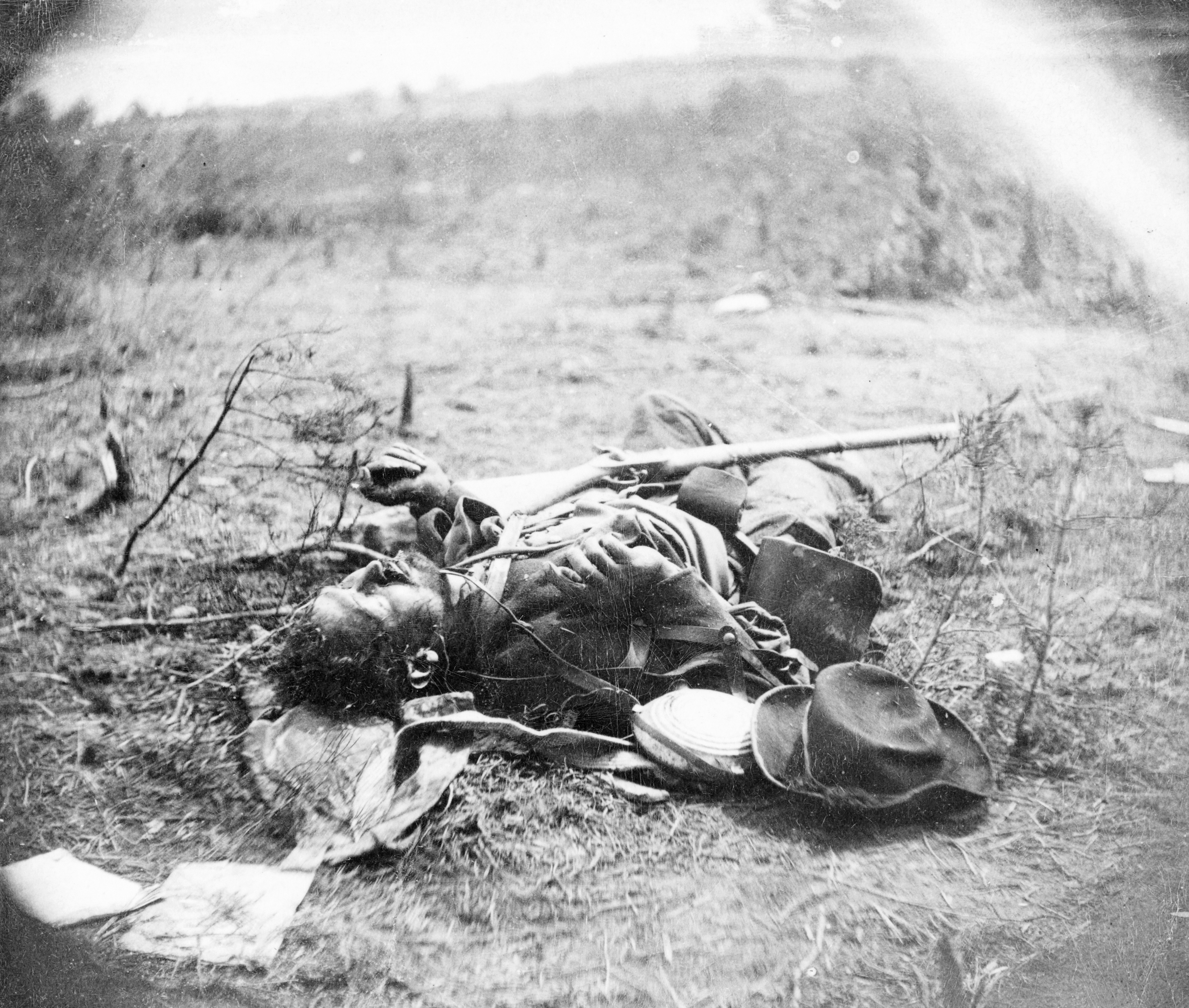
Konfederacki żołnierz zabity podczas ataku Ewella 19 maja 1864 roku

W maju Ewell dowodził swym korpusem podczas bitwy w dziczy, gdzie miał lekką przewagę nad atakującym go korpusem przeciwnika. W bitwie pod Spotsylvanią wpadł w pewnym momencie w szał płazując szablą swych uciekających żołnierzy. Lee skarcił go mówiąc: „Generale Ewell, proszę się opanować; jak może pan chcieć utrzymać kontrolę nad tymi ludźmi, skoro stracił pan kontrolę nad samym sobą? Jeżeli nie może pan zapanować nad emocjami, lepiej będzie złożyć rezygnację”. 19 maja, podczas końcowyuch zmagań pod Spotsylvanią, Ewell nakazał uderzenie na lewe skrzydło wojsk Unii na farmie Harrisa, co nie przyniosło żadnych skutków poza powstrzymaniem − za cenę 900 ludzi, około 1/6 całości sił, jakimi dysponował − na jeden dzień ofensywy Granta.
Lee uznał, że źródłem coraz częstszych wybuchów Ewella są jego rany, więc pozbawił go dowództwa korpusu i mianował go komendantem garnizonu Richmondu, czego żadną miarą nie należało traktować jako przydziału drugorzędnego, a to ze względu na niezwykle silne parcie wojsk Unii w kierunku stolicy Konfederacji. W kwietniu 1865 roku, gdy Ewell i jego oddziały wycofywały się z Richmondu, w mieście wybuchło wiele pożarów, jakkolwiek nie wiadomo kto kazał podpalać. Ewell obwiniał o podpalenie magazynu tytoniu bandy rabujących magazyny i sklepy cywilów, ale Nelson Lankford, autor książki Richmond Burning, napisał: „Ewell wmówił kilku osobom, że pożar nie miał nic wspólnego z jego ludźmi, podobnie jak rozmyślnie przez nich burzone magazyny i mosty, na co otrzymali rozkazy z góry”. Te pożary przerodziły się w Wielki Pożar Richmondu, który zniszczył trzecią część miasta, w tym całe śródmieście. Ewell i jego żołnierze musieli kapitulować nad Sayler’s Creek, kilka dni przed kapitulacją Lee w Appomattox Court House. Jako jeniec wojenny więziony był w Forcie Warren w Zatoce Bostońskiej do lipca 1865 roku.
W niewoli Ewell skupił wokół siebie szesnastu innych generałów i w ich imieniu wysłał list do Ulyssesa Granta na temat zabójstwa Abrahama Lincolna, w którym napisał, że ludzie Południa odczuwają w tej sprawie „bezwzględną odrazę i oburzenie” i sugerował by nie kojarzyć tej zbrodni z Konfederacją.

## Postbellum

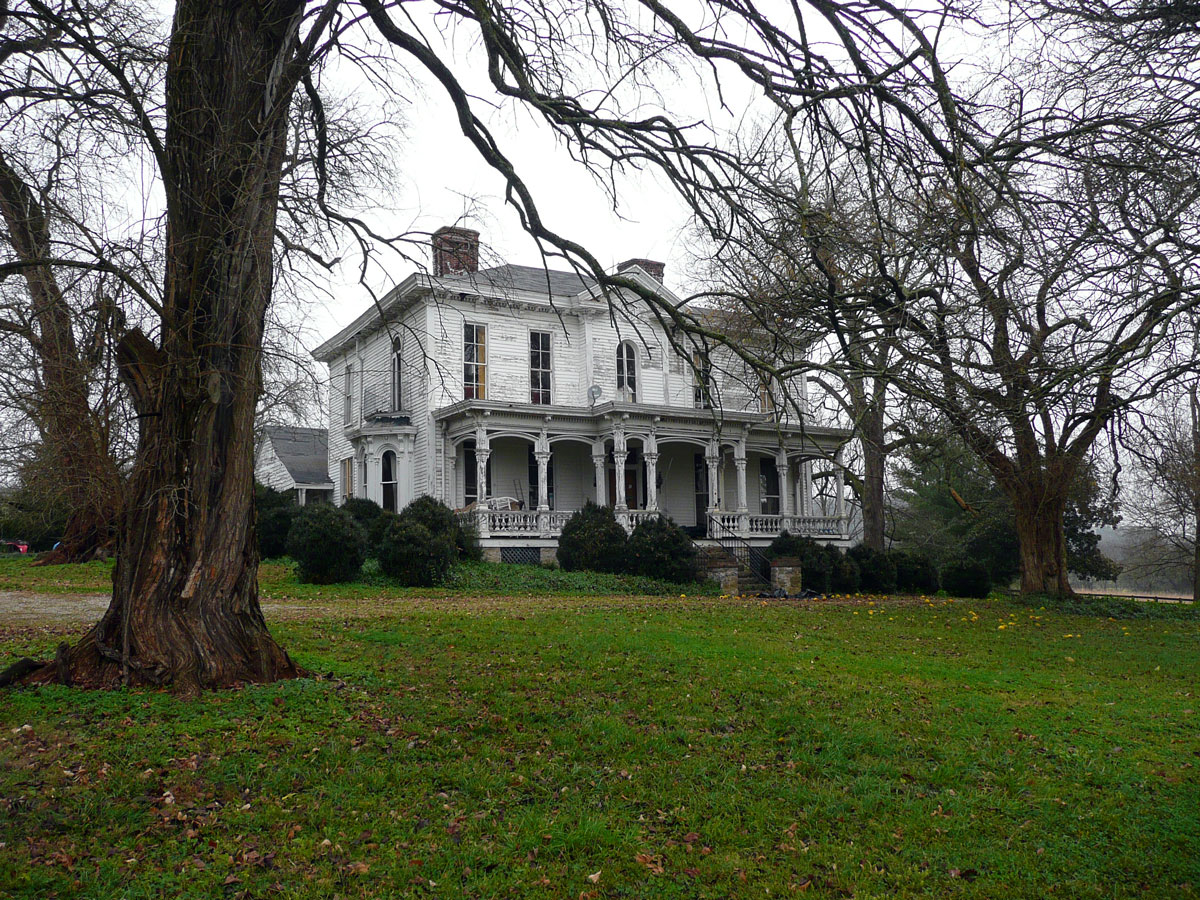
Dom na farmie Ewella w Tennessee

Po zwolnieniu z niewoli Ewell postanowił zostać „dżentelmenem-farmerem” na farmie swojej żony w pobliżu Spring Hill, Tennessee, którą uczynił dochodową; wynajął także dobrze prosperującą plantację bawełny w stanie Missisipi. Był prezesem rady nadzorczej Columbia Female Academy i przewodniczącym Stowarzyszenia Rolników hrabstwa Maury. Ewell i jego żona zmarli na zapalenie płuc w odstępie trzech dni. Zostali pochowani na Starym Cmentarzu Miejskim w Nashville. Był autorem książki The Making of a Soldier, wydanej pośmiertnie w 1935 roku.

## W kulturze
Ewella zagrał Tim Scott w filmie z roku 1993 Gettysburg, oparty na książce Michaela Shaary The Killer Angels; w filmie Ewell jest krytykowany za „niewzięcie wzgórza”.
Ewell (odtwarzany przez Boba Jonesa) jest głównym bohaterem filmu z roku 1963 Red Runs the River and is portrayed by Bob Jones Jr. Ten film, w reżyserii Katherine Stenholm, opowiada o stosunkach Ewella ze Stonewall Jacksonem i o nawróceniu się Ewella po zranieniu w II bitwie nad Bull Run. Producentem była firma Unusual Films, związana z Bob Jones University w Greenville, w Karolinie Południowej. Red Runs the River był filmem wybranym przez University Film Producers Association dla reprezentowania Stanów Zjednoczonych na Międzynarodowym Kongresie Szkół Filmowych i Telewizyjnych w Budapeszcie.